# Shamrock
Shamrock — ирландская автомобильная компания, просуществовавшая на рынке всего год (с 1959—1960) и закрывшаяся из-за отсутствия спроса на свою продукцию.

## История
Компания Shamrock основана в 1959 году, была детищем Уильяма Кертиса, калифорнийского производителя ресторанного оборудования. История гласит, что, посещая семью своей жены в Ирландии, он был поражен ужасной бедностью и решил, что он построит роскошный автомобиль в Ирландии, а затем наладит экспорт и продажи в США. Автомобиль был разработан Элвином «Спайком» Риандо, канадским гонщиком Формулы 3 (500-куб). Машина производилась в 1959—1960 годах в Трали и была очень патриотичным проектом «истинно ирландского автомобиля». Планов было много, собирались делать 10 000 машин в год, но в итоге, после 6 месяцев производства, всё свернулось из-за экономических проблем. Производство остановилось, так как никто не хотел покупать Shamrock, он был слишком велик для англичан, а для американцев — слишком маленьким. По словам одного из американских критиков, Shamrock выглядел «как маленькая английская машина в большом американском автомобильном костюме». После закрытия фабрики, оставшиеся детали были потоплены в соседнем озере Лох-Макуно. По разным данным до наших дней дошло всего 4 экземпляра «Шемрока» (3 в Ирландии и 1 в США).

## Технические особенности
Цельный корпус сделанный из стекловолокна был построен на лестничном каркасе, колесная база 2,49 м, однако при этом имел такие длинные свесы, что описывался как «парадная тележка, а не автомобиль», особенно с учётом его 1,3 метровой передней части и 1,24 метровой задней. У кабриолета был модный, в то время, стиль хвоста-плавника. Shamrock использовал ходовую часть Austin A55 (Кембридж). 1,5-литровый карбюраторный двигатель, мощностью 53 л. с., развивал максимальную скорость 145 км / ч и разгонялся с 0 до 60 миль в час за 19,7 секунды. Конструктивной особенностью были закрытые кузовными панелями задние колеса, и заднее колесо нельзя было снять (например, для ремонта прокола), не опустив ось. Независимая передняя подвеска использовала спиральные пружины, как и задний мост. Все машины были выкрашены в белый цвет, позже один автомобиль в США, был перекрашен в конфетно-зелёный цвет.

## В массовой культуре
Автомобиль был прозван «ирландской T-Bird», так как он выглядел как Thunderbird 1957 года, скрещенный с кормой Studebaker Hawk.
Считается, что было всего выпущено примерно восемь-десять автомобилей, что делает Shamrock крайне редким автомобилем. Три из них все ещё существуют в Ирландии, а один — в США, его обычно можно увидеть на параде в день Святого Патрика.